# Real Academia de Medicina y Cirugía de Sevilla
La Real Academia de Medicina y Cirugía de Sevilla es una corporación científica de derecho público española e integrada en el Instituto de España. Fundada en 1693 —como Sociedad Regia Filosófica y Médica de Sevilla—, se trata de la academia más antigua de España y la quinta del mundo.

## Objetivos y actividades
Según sus estatutos, tiene como objetivos el fomento de la salud en su contexto de bienestar físico, psíquico, social y la difusión de las ciencias médicas. Las actividades que desarrolla son: exposición de investigaciones y novedades científicas y técnicas, discusión y difusión de conclusiones según proceda; estudio de temas y problemáticas de la salud con repercusión social y que exijan una investigación multidisciplinar; conferencias sobre materias de interés dictadas por personas relevantes de reconocido prestigio; convocatoria anual de premios científicos; peritaciones judiciales, asesoría y consulta de la Administración y particulares; e investigación en la biblioteca y el archivo.

## Historia
Fundada como la Veneranda Tertulia Hispalense Médico-Química, Anatómica y Matemática, surgió como respuesta a la necesidad de actualizar la enseñanza médica anclada en viejas doctrinas galénicas. Bajo el liderazgo del Dr. Juan Muñoz y Peralta, el grupo adquirió reconocimiento y en 1697 obtuvo el respaldo real como la Sociedad Regia Filosófica y Médica de Sevilla, gracias al patrocinio de Carlos II.
A lo largo de los siglos, la academia enfrentó desafíos financieros y legales, perdiendo incluso su sede en 1767 debido a un pleito. Sin embargo, continuaron sus reuniones y publicaciones, incluido el primer tomo de las Memorias Académicas en 1766. En 1771, Carlos III les cedió el antiguo Colegio jesuita de San Gregorio como sede. Posteriormente, en 1830, se transformó en la Real Academia de Medicina y Cirugía de Sevilla, continuando su prestigiosa labor.
A lo largo de su historia, la academia ha sido reconocida por eventos significativos como el I Congreso Mundial de Academias de Medicina en 1977. Además, desde 1983, ha publicado anualmente las Memorias Académicas, que detallan sus actividades.
En el año 2000, la academia conmemoró su tricentenario, siendo reconocida con la Medalla de la Ciudad de Sevilla. Con un legado de tres siglos, continúa siendo una institución destacada en el ámbito médico y científico.

## Ámbito territorial
Su sede se sitúa en Sevilla, en la calle Abades 10-12, siendo su ámbito territorial de actuación las provincias de Sevilla, Córdoba y Huelva (España).

## Organización

### Secciones de la Real Academia
- Sección de especialidades complementarias diagnósticas y terapéuticas
- Sección de medicina y especialidades médicas
- Sección de cirugía y especialidades quirúrgicas
- Sección de medicina social
- Sección de ciencias básicas

### Clases de Académicos
- Académicos de Honor
- Académicos Numerarios
- Académicos Honorarios
- Académicos Correspondientes
- Académicos de Erudición

## Académicos Numerarios

### Presidente
- Ilmo. Sr. Dr. D. Carlos Infantes Alcón. T.P. el 28 de noviembre de 2004.

### Académicos de Número
- Ilmo. Sr. Dr. D. Carlos Pera Madrazo. T. P. 20 de octubre de 1983.
- Excmo. Sr. Dr. D. Jaime Rodríguez Sacristán. T. P. 13 de diciembre de 1987.
- Ilmo. Sr. Dr. D. José Rojas Rodríguez. T. P. 13 de noviembre de 1988.
- Ilmo. Sr. Dr. D. José Luis Serrera Contreras. T. P. 4 de marzo de 1990.
- Excmo. Sr. Dr. D. Pedro Sánchez Guijo. T. P. 7 de octubre de 1990.
- Excmo. Sr. Dr. D. Benito Valdés Castrillón. T. P. 20 de diciembre de 1992.
- Ilmo. Sr. Dr. D. José Antonio Durán Quintana. T. P. 17 de diciembre de 1995.
- Ilmo. Sr. Dr. D. Carlos Martínez Manzanares. T. P. 30 de mayo de 1999.
- Ilmo. Sr. Dr. D. Blas Rodríguez de Quesada Tello. T. P. 21 de noviembre de 1999.
- Ilmo. Sr. Dr. D. Fernando Sáenz López de Rueda. T.P. 27 de abril de 2002.
- Ilmo. Sr. Dr. D. Juan Bautista Alcañiz Folch. T.P. 23 de noviembre de 2002.
- Excmo. Sr. Dr. D. Ignacio Gómez de Terreros Sánchez. TP. 22 de junio de 2008. (Emérito2023)
- Ilmo. Sr. Dr. D. Antonio Piñero Bustamante. T. P. 19 de octubre de 2008.
- Ilmo. Sr. Dr. D. José María Rubio Rubio. T.P. 12 de diciembre de 2010.
- Excmo. Sr. Dr. D. Jesús Castiñeiras Fernández. T.P. 10 de abril de 2011.
- Ilmo. Sr. Dr. D. Juan Sabaté Díaz. T.P. 4 de marzo de 2012.
- Excmo. Sr. Dr. D. Jesús Loscertales Abril.  T.P. 7 de octubre de 2012.
- Ilmo. Sr. Dr. D. José Cantillana Martínez. T.P. 21 de octubre de 2012.
- Ilmo. Sr. Dr. D. José López Barneo. T.P. 25 de noviembre de 2012.
- Ilmo. Sr. Dr. D. Miguel Ángel Muniáin Ezcurra. T.P. 3 de marzo de 2013.
- Ilmo. Sr. Dr. D. Felipe Martínez Alcalá. T.P. 16 de junio de 2013
- Ilmo. Sr. Dr. D. Pedro de Castro Sánchez. T.P. 20 de junio de 2013.
- Ilmo. Sr. Dr. D. Joaquín Núñez Fuster. TP. 1 de diciembre de 2013. (Emérito 2023)
- Excmo. Sr. Dr. D. José Peña Martínez T.P. 9 de marzo de 2014.
- Ilmo. Sr. Dr. D. Ricardo González Cámpora. T.P. 18 de mayo de 2014.
- Ilmo. Sr. Dr. D. Francisco Javier Briceño Delgado. T.P. 15 de junio de 2014.
- Ilmo. Sr. Dr. D. Federico Argüelles Martín. T.P. 26 de octubre de 2014.
- Ilmo. Sr. Dr. D. Enrique Murillo Capitán. T.P. 17 de mayo de 2015.
- Ilma. Sra. Dra. Dña. Salud Borrego López. T.P. 15 de noviembre de 2015.
- Ilmo. Sr. Dr. D. Santiago Durán García. T.P. 25 de febrero de 2018.
- Ilmo. Sr. Dr. D. Rogelio Garrido Teruel. T.P. 8 de abril de 2018.
- Ilmo. Sr. Dr. D. Jorge Domínguez-Rodiño Sánchez-Laulhé. T.P. 9 de mayo de 2021.
- Ilmo. Sr. Dr. D. Hugo Galera Ruiz. T.P. 23 de mayo de 2021.
- Ilmo. Sr. Dr. D. Manuel Ortega Calvo. T.P. 13 de junio de 2021.
- Ilmo. Sr. Dr. D. Guillermo Izquierdo Ayuso. T.P. 31 de octubre de 2021.
- Ilmo. Sr. Dr. D. José Antonio Milán Martín. T.P. 21 de noviembre de 2021.
- Ilmo. Sr. Dr. D. Enrique Poblador Torres. T.P. 12 de diciembre de 2021.
- Ilmo. Sr. Dr. D. Francisco Trujillo Madroñal. T.P. 20 de febrero de 2022.
- Ilmo. Sr. Dr. D. Alberto García-Perla García. T.P. 19 de febrero de 2023.
- Ilmo. Sr. Dr. D. Jaime Boceta Osuna. T.P. 5 de marzo de 2023.
- Ilmo. Sr. Dr. D. Joaquín Lucena Romero. T.P. 16 de abril de 2023.
- Ilmo. Sr. Dr. D. Carlos Ortiz Leyba. T.P. 7 de mayo de 2023.
- Ilma. Sra. Dra. Dña. Inmaculada Concepción Arroyo. T.P. 4 de junio de 2023.
- Ilmo. Sr. Dr. D. Salvador Morales Conde. T.P. 12 de noviembre de 2023.
- Ilmo. Sr. Dr. D. Francisco M. Camacho Martínez. T.P. 28 de enero de 2024.
- Ilmo. Sr. Dr. D. José María Cruz Fernández. T.P. 5 de mayo de 2024.